# Harald Nordlund
Karl Harald Nordlund, född 15 januari 1943 i Nederkalix församling i Norrbottens län, är en svensk politiker (folkpartist). Han var ordinarie riksdagsledamot 1998–2002 (även tjänstgörande ersättare 2005), invald för Uppsala läns valkrets.
I riksdagen var han ledamot i miljö- och jordbruksutskottet 1998–2002 samt suppleant i EU-nämnden och socialutskottet. Före tiden som riksdagsledamot var han kommunalråd i Uppsala under nio års tid.
Före tiden som politiker på heltid var han chef inom socialförvaltningen.